# 中国人民解放军陆军第七十三集团军
中国人民解放军陆军第七十三集团军，代号31659部队，隶属东部战区陆军，军部驻地福建省厦门市集美区坂头，央視稱之為「對台一線部隊」。

## 沿革

### 中华人民共和国成立前
三十一军出自胶东军区。1947年，胶东军区地方部队先后组成新编第五、第六和第七师，后合编为华东野战军第13纵队，司令员为周志坚，政委为廖海光，各师改称第三十七、三十八、三十九师。1948年9月的济南战役中，三十七师一〇九团首先突破济南防线。随后该军参加淮海战役中与黄维兵团等战斗。
1949年，第十三纵队改编为中国人民解放军第三十一军，属第三野战军第十兵团，参加渡江战役，5月在上海战役期间，露宿街头，受到广泛称赞。后进军福建，参加福州战役和漳厦战役。1950年，攻占东山岛。

### 中华人民共和国成立后
中华人民共和国成立后，第三十一军长期驻防福建厦门。此后执行炮击金门、马祖的任务，直至1979年徐向前发表声明停止炮击。1985年在百万大裁军中，陆军第三十一军改编为陆军第三十一集团军（原代号为中国人民解放军32404部队，后代号改为中国人民解放军73111部队）。1995年以来，该集团军参加了在东山岛举行的多次大规模登陆作战演习。
2016年，中国人民解放军七大军区撤销，成立五大战区，陆军第三十一集团军划归中国人民解放军东部战区陆军。
2017年4月18日，中共中央总书记、国家主席、中央军委主席习近平在北京八一大楼接见新调整组建的84个军级单位主官，并对各单位发布训令；中共中央政治局委员、中央军委副主席许其亮宣读习近平主席签发的中央军委关于调整组建军兵种部队和省军区系统军级单位的命令、决定。在这次军级单位调整组建中，以陆军第三十一集团军为基础，调整组建中国人民解放军陆军第七十三集团军。军部驻地福建省厦门市。

## 编制
1985年陆军第三十一军改编为陆军第三十一集团军，辖步兵第九十一师、第九十二师、第九十三师，原属第二十九军的步兵第八十六师（原第二十六军七十六师）改属该集团军，并编入坦克旅、炮兵旅（原炮兵第三师）和高炮旅。原属第三十一集团军的步兵第九十三师于1996年改为直属武警总部的机动师（即武警第九十三师）。1998年步兵第九十二师改为摩步旅，坦克旅改编成装甲旅，高炮旅则改防空旅。
2016年深化国防和军队改革前，陆军第三十一集团军下辖：摩托化步兵第八十六师、摩托化步兵第九十一师、摩托化步兵第九十二旅、装甲第十四旅、炮兵旅、防空旅、特种作战旅，以及集团军直属的通信团、工兵团、舟桥团、防化团、陆军航空兵团等。
2017年组建的陆军第七十三集团军下辖：
- 合成第三旅（卡车摩托化合成部队）
- 合成第十四旅（两栖履带式轻装甲合成部队，主要装备ZTD-05 + ZBD-05）
- 合成第八十六旅（履带式装甲合成部队，主要装备ZTZ-96A + ZBD-04）
- 合成第九十一旅（两栖履带式轻装甲合成部队，主要装备ZTD-05 + ZBD-05）
- 合成第九十二旅（卡车摩托化合成部队，主要装备SX2220）
- 合成第一四五旅（轮式机械化合成部队，主要装备ZTL-11 + ZBL-08）
- 特战第七十三旅
- 陆航第七十三旅
- 炮兵第七十三旅[20]
- 防空第七十三旅[21]
- 工化第七十三旅
- 勤务支援第七十三旅
- 预备役某旅

## 历任领导

### 中国人民解放军第三十一军
| 中国人民解放军第三十一军军长 1. 周志坚（1949年2月—1954年9月） 2. 徐体山（1954年9月—1955年4月，代理） 3. 朱绍清（1955年1月—1963年12月） 4. 吴瑞山（1963年12月—1964年3月） 5. 刘春山（1964年3月—1968年10月） 6. 宋忠贤（1970年1月—1983年5月） 7. 王昭堃（1983年5月—1986年10月） 中国人民解放军第三十一军副军长 | 中国人民解放军第三十一军政治委员 1. 陈华堂（1949年2月—1952年4月） 2. 符确坚（1952年7月—1955年5月） 3. 汪少川（1955年5月—1964年4月） 4. 郑国（1964年5月—1969年11月） 5. 段连绍（1969年11月—1978年3月） 6. 叶汉林（1978年3月—1981年10月） 7. 刘波（1981年10月—1982年10月） 8. 宋清渭（1983年5月—1985年8月） 中国人民解放军第三十一军副政治委员 |

| 中国人民解放军第三十一军参谋长 | 中国人民解放军第三十一军政治部主任 |

### 中国人民解放军陆军第三十一集团军
| 中国人民解放军陆军第三十一集团军军长 1. 王昭堃（1983年5月—1986年10月） 2. 陈希滔（1986年10月—1990年4月） 3. 刘伦贤（1990年4月—1992年11月） 4. 董万瑞（1993年2月—1996年7月） 5. 冷承槐（1996年7月—1997年2月，代理） 6. 林炳尧（1997年2月—2000年12月） 7. 赵克石（2000年12月—2004年7月） 8. 蔡英挺（2004年7月—2007年9月） 9. 王宁（2007年11月—2010年12月） 10. 马成效（2011年2月—2015年6月） 11. 黎火辉（2015年6月—2017年1月） 中国人民解放军陆军第三十一集团军副军长 | 中国人民解放军陆军第三十一集团军政治委员 1. 任焕彩（1985年8月—1990年4月） 2. 李继松（1990年4月—1996年1月） 3. 张立志（1996年1月—2000年9月） 4. 李长才（2000年9月—2005年7月） 5. 王健（2005年7月—2008年2月） 6. 姜勇（2008年2月—2014年7月） 7. 张学杰（2014年7月—2017年） 中国人民解放军陆军第三十一集团军副政治委员 |

| 中国人民解放军陆军第三十一集团军参谋长 | 中国人民解放军陆军第三十一集团军政治部主任 |

### 中国人民解放军陆军第七十三集团军
| 中国人民解放军陆军第七十三集团军军长 1. 胡中强 少将（2017年3月—2022年4月） 2. 丁来富 少将（2022年4月—） 中国人民解放军陆军第七十三集团军副军长 - 孙永富 少将（2017年—） 孙永富 | 中国人民解放军陆军第七十三集团军政治委员 1. 杨诚 少将（2017年3月—2020年） 2. 方明 少将（2020年—） 中国人民解放军陆军第七十三集团军副政治委员 - 吴建栋 少将（2017年—2020年） |

| 中国人民解放军陆军第七十三集团军参谋长 - 卞晓明 少将（2017年—） 中国人民解放军陆军第七十三集团军副参谋长 | 中国人民解放军陆军第七十三集团军政治工作部主任 - 汪志斌 少将（2017年—） 中国人民解放军陆军第七十三集团军政治工作部副主任 |

| 中国人民解放军陆军第七十三集团军保障部部长 中国人民解放军陆军第七十三集团军保障部副部长 | 中国人民解放军陆军第七十三集团军纪律检查委员会书记 中国人民解放军陆军第七十三集团军纪律检查委员会副书记 |

## 荣誉
曾被授予荣誉称号的单位有：
- 济南第二团：原陆军第三十一集团军步兵第九十一师第二七一团。2017年转隶陆军第七十三集团军[28]
- 抗洪抢险英雄营：原陆军第三十一集团军步兵第九十二师第二七五团第二营
- 强军精武红四连：原陆军第三十一集团军步兵第八十六师第二五六团第二营第四连[29]。2017年转隶陆军第七十三集团军某旅[28][30]
- 青州连：原陆军第三十一集团军某装甲团某连[31][32]。2017年转隶陆军第七十三集团军[28]
- 红色尖刀连：原陆军第三十一集团军步兵第九十二旅一营二连[33]。2017年转隶陆军第七十三集团军[28]